# Liste der denkmalgeschützten Objekte in Lannach
Die Liste der denkmalgeschützten Objekte in Lannach enthält die 4 denkmalgeschützten unbeweglichen Objekte der österreichischen Gemeinde Lannach im steirischen Bezirk Deutschlandsberg.

## Denkmäler
| Foto |                 | Denkmal                                                                  | Standort                           | Beschreibung | Metadaten |
| ---- | --------------- | ------------------------------------------------------------------------ | ---------------------------------- | --- | --- |
| ja   | Datei hochladen | Schloss Lannach HERIS-ID: 7788 Objekt-ID: 3730seit 2016                  | Schloßplatz 1 Standort KG: Lannach | Das Schloss wurde 1590–1610 von Christoph Galler erbaut und war bis 1816 im Besitz der Familie. Heute ist das Schloss ein Heilmittelwerk der Familie Bartenstein. Der Vierflügelbau hat ein Rustikaportal, darüber einen Uhrturm. Im rechteckigen Hof zweigeschoßige Säulenarkaden. Die Kapelle wurde 1644 errichtet, aber inzwischen umgebaut. | BDA-Hist.: Q2242054 Status: Bescheid Stand der BDA-Liste: 2025-06-30 Name: Schloss Lannach GstNr.: .25 Schloss Lannach                                  |
| ja   | Datei hochladen | Ehem. Schüttkasten des Schlosses HERIS-ID: 7789 Objekt-ID: 3731seit 2016 | Schloßplatz 3 Standort KG: Lannach | Der denkmalgeschützte Schüttkasten ist ein Nebengebäude des Schlosses Lannach. Seine Baustruktur wird auf das Mittelalter zurückgeführt, sie ist durch Renovierungen nicht mehr nach außen erkennbar. | BDA-Hist.: Q37977733 Status: Bescheid Stand der BDA-Liste: 2025-06-30 Name: Ehem. Schüttkasten des Schlosses GstNr.: .21/1 Schloss Lannach Schüttkasten |
| ja   | Datei hochladen | Hügelgräberfeld Schlossried HERIS-ID: 12607 Objekt-ID: 8757              | Lannach Standort KG: Lannach       | Die Fundstelle liegt auf mehreren bewaldeten Grundstücken, Untersuchungen der Grabhügel dieser Gegend sind ab für die Jahre um 1840 (Fund von Waffen, Mauern) dokumentiert, andere Hügel wurden 1886 untersucht. Ob Bodenunebenheiten am Fundort auf natürliche Erosion, auf künstlich angelegte historische Grabhügel oder auf spätere sonstige menschliche Eingriffe zurückzuführen sind, ist ohne fachkundige Führung oft schwer unterscheidbar. Anmerkung: Die Stelle liegt im Nordwesten von Lannach auf dem Höhenrücken, auf dem sich auch das (seit 2016 ebenfalls denkmalgeschützte) Schloss Lannach befindet, auf Grundstücken mehrerer Grundbuchskörper (Einlagezahlen): Nr. 729/13 bei EZ 149 und Nr. 729/19 bei EZ 234 KG 61220 Lannach. Ein Fund von deponierten Gegenständen aus der Urnenfelderzeit in der KG Lannach ist für das Jahr 1840 publiziert. Von seinen etwa 300 Gegenständen sind nur zwei Beile erhalten (bzw. deren Aufbewahrungsort bekannt) geblieben. | BDA-Hist.: Q38134196 Status: Bescheid Stand der BDA-Liste: 2025-06-30 Name: Hügelgräberfeld Schlossried GstNr.: 729/1, 729/13, 729/19                   |
| ja   | Datei hochladen | Hügelgräberfeld Schlossried HERIS-ID: 112025 Objekt-ID: 130076seit 2014  | Schlossried Standort KG: Lannach   | siehe dort Anmerkung: es handelt sich um eine Ergänzung des bereits bisher geschützten Bereiches um das Grundstück 729/23. Dieses Grundstück liegt zwischen den bereits geschützten Grundstücken 729/1 und 729/19. | BDA-Hist.: Q37828178 Status: Bescheid Stand der BDA-Liste: 2025-06-30 Name: Hügelgräberfeld Schlossried GstNr.: 729/23                                  |